# Альбом (рассказ)
«Альбом» — рассказ А. П. Чехова, написанный в апреле 1884 года.

## Публикации
Впервые опубликован в юмористическом журнале «Осколки», № 18, за 5 мая 1884 года, за подписью А. Чехонте.
Рассказ вошёл в собрание сочинений писателя, изданное А. Ф. Марксом.

## Критика
А. Басаргин (псевдоним А. И. Введенского) отнёс рассказ «Альбом», вместе с такими, как «Толстый и тонкий», «Чтение», к произведениям, где «старые и застарелые… грехи» чиновничества — «традиционное низкопоклонство, взяточничество… бездушный формализм» — обрисованы «чрезвычайно ярко».

## Сюжет
На юбилее действительного статского советника Жмыхова подчинённые преподнесли ему альбом со своими портретами, а титулярный советник Кратеров выступил с поздравительной речью: «Более чем в продолжение целых десяти лет, мы, ваши подчинённые, в сегодняшний знаменательный для нас… тово… день подносим вашему превосходительству, в знак нашего уважения и глубокой благодарности, этот альбом с нашими портретами и желаем в продолжение вашей знаменательной жизни, чтобы ещё долго-долго, до самой смерти, вы не оставляли нас…». Поздравления и подарок растрогали юбиляра до слёз, после чего он уехал в своей карете домой, сидя в которой ещё раз заплакал.
Дома Жмыхова ожидали его семья, друзья и знакомые, также устроившие ему «овацию». Торжественные речи и тосты навели Жмыхова на мысли, что он «и в самом деле принёс отечеству очень много пользы и что, не будь его на свете, то, пожалуй, отечеству пришлось бы очень плохо». Он показал друзьям подаренный ему альбом, который очень понравился его дочке Оле. Она, предупредив отца, забрала альбом, а на другой день вынула из него фотографии чиновников и бросила их на пол, вставив фотографии своих институтских подруг вместо них, «форменные вицмундиры уступили своё место белым пелеринкам». Его сынок Коля подобрал вынутые фотографии, раскрасил одежды чиновников красной краской, некоторым нарисовал зелёные усы и коричневые бороды. Вырезанную фотографию титулярного советника Кратерова он укрепил на спичечном коробке и показал отцу: «Папа, монумент! Погляди!». Жмыхов, расхохотавшись и умилившись, попросил Колю показать поделку маме.

## Переводы
При жизни Чехова рассказ был переведён на болгарский, немецкий, польский, сербскохорватский, чешский, шведский и японский языки.